# Heinz Frank
Heinz Frank (12 de dezembro de 1914 - 7 de outubro de 1944) foi um oficial alemão que serviu na Luftwaffe durante a Segunda Guerra Mundial. Foi condecorado com a Cruz de Cavaleiro da Cruz de Ferro com Folhas de Carvalho.

## Condecorações
| Medalha Anschluss                                                |                        |
| Medalha dos Sudetos                                              |                        |
| Distintivo de Aviador                                            |                        |
| Distintivo de Voo do Fronte da Luftwaffe em Ouro ("900")         |                        |
| Cruz de Ferro (1939) 2ª Classe                                   | 28 de outubro de 1939  |
| Cruz de Ferro (1939) 1ª Classe                                   | 27 de junho de 1940    |
| Medalha da Frente Oriental                                       |                        |
| Troféu de Honra da Luftwaffe                                     | 30 de novembro de 1940 |
| Cruz Germânica em Ouro                                           | 6 de março de 1942     |
| Cruz de Cavaleiro da Cruz de Ferro                               | 3 de setembro de 1942  |
| Cruz de Cavaleiro da Cruz de Ferro com Folhas de Carvalho nº 172 | 8 de janeiro de 1943   |
| Mencionado na Wehrmachtbericht                                   | 27 de abril de 1944    |